# Демьяновский сельский совет (Нижнесерогозский район)
Демьяновский сельский совет (укр. Дем'янівська сільська рада) — входит в состав
Нижнесерогозского района
Херсонской области
Украины.
Административный центр сельского совета находится в 
с. Демьяновка
.

## История
- 1863 — дата образования.

## Населённые пункты совета
- с. Демьяновка